# Scott Michael Foster
Scott Michael Foster (nascido em 4 de Março de 1985) é um ator e cantor americano mais conhecido por representar "Cappie", um desordeiro irmão de fraternidade, na série Greek, originalmente exibida pela ABC Family, e no Brasil transmitida pela Universal Channel. Vai estrelar em 2014, junto com Georgina Haig e Elizabeth Lail, o elenco recorrente da 4ª temporada da série Once Upon a Time, como Kristoff Butwitt.

## Biografia

### Vida
Scott nasceu em Winfield, Illinois no Hospital Central Dupage, um centro médico fora de sua cidade. Mais tarde ele se mudou para o Texas ainda jovem e cresceu em Flower Mound, interior de Dallas onde ele se interessou em atuar cedo na escola, foi para escola Briarhill Middle School. Ele frequentou Edward S. Marcus High School,  e fazia parte do grupo teatral até que se formou em 2003. Scott participou de Father of the Bride em seu primeiro ano. Foster freqüentou a universidade Collin County Community College por um semestre focando na arte de atuar, mas logo deixou os estudos para seguir a carreira profissional nesse campo.

### Carreira
Scott se mudou para Los Angeles, Califórnia, onde ele se candidatava a outro tipo de emprego sempre que podia. Um representante de uma agência que representava Jerry Seinfeld foi a turma de atuação de Foster e o contratou 6 meses depois. Ele atuou em alguns comerciais no rádio e na tv. Ele estava em pequenos filmes, como Forever Charlie antes de receber um papel maior em "Greek" representando 'Cappie'. Ele também tem uma banda chamada Siren's Eye. Atualmente, Scott Michael Foster atua como 'Leo Hendrie' na mais nova série chamada "Chasing Life" do canal de televisão americano "ABC Family". A notícia mais recente é que o ator foi escolhido para o elenco da série "Once Upon A Time" como 'Kristoff', personagem do filme animado da Disney, "Frozen".
2005: TV normal como ele mesmo, em comerciais.
2005: The Horrible Flowers como Billy.
2007: The Teenage Dirtbag como Thayer
2007: The Game exibida no Brasil pelo canal Sony Entertainment Television (no 1º episódio: "Hit Me With Your Best Shot") como Brandon, o irmão do personagem de Brittany Daniel.
2007: Women's Murder Club exibida no Brasil pelo canal Fox (no 1º episódio: "Blind Dates and Bleeding Hearts") como Milo Bishop.
2007: Quarterlife (3 episódios: "Pilot", "Compromise" and "Anxiety") como Jed Berland- um drama da internet que estreou em 11 de Novembro de 2007 no MySpace w 12 de Novembro de 2007 no Quarterlife. Isto lhe deu grande reconhecimentio na comunidade artística.
2007: estéria em Greek como Cappie, um preguiçoso garoto de fraternidade tentando conquistar o coração de sua ex-namorada, que ele perdeu para Evan, o membro de uma fraternidade rival.
2014: série Chasing Life apresentada pelo canal ABC Family, representa Leo Hendrie, o filho do candidato a governador rico Bruce Hendrie que tem dificuldades vivendo sob a sombra de seu pai.
2014: Once Upon a Time - Kristoff Butwitt
2016: Crazy Ex-Girlfriend -  Nathaniel Plimpton III